# 沃茲尼夫齊
48°54′7″N 28°12′46″E / 48.90194°N 28.21278°E
沃茲尼夫齊（烏克蘭語：Вознівці），是烏克蘭的村落，位於該國西南部文尼察州，由日梅林卡區負責管轄，面積1.12平方公里，海拔高度312米，2001年人口328，人口密度每平方公里293.38人。